# Alex Graves
Alex Graves est un réalisateur, scénariste et producteur de cinéma et de télévision américain.

## Filmographie
Sauf indication contraire, les informations mentionnées dans cette section peuvent être confirmées par la base de données cinématographiques IMDb,  présente dans la section « Liens externes ».

### Producteur

#### Cinéma
- 1993 : The Crude Oasis

#### Séries télévisées
- 2001-2006 : À la Maison-Blanche (The West Wing) (104 épisodes)
- 2006-2007 : The Nine : 52 heures en enfer (4 épisodes)
- 2007 : Journeyman (11 épisodes)
- 2008 : Fringe (saison 1, épisode 1)
- 2010 : The Whole Truth (saison 1, épisode 1)
- 2011 : Terra Nova (saison 1, épisode 1 et 2)
- 2012 : 666 Park Avenue (saison 1, épisode 1)
- 2015 : Proof (10 épisodes)
- 2017 : Taken (saison 1, épisode 1)
- 2019 : Perdus dans l'espace (Lost in Space) (10 épisodes)

### Réalisateur

#### Cinéma
- 1993 : The Crude Oasis
- 1997 : Casualties

#### Séries télévisées
- 1997-1998 : Michael Hayes (saison 1, épisode 7 et 20)
- 1998-2001 : The Practice : Donnell et Associés (6 épisodes)
- 1999 : L.A. Docs (en) (L.A. Doctors) (saison 1, épisode 23)
- 1999 : Space Hospital (Mercy Point) (saison 1, épisode 6)
- 1999 : Ally McBeal (3 épisodes)
- 1999-2000 : Sports Night (5 épisodes)
- 1999-2006 : À la Maison-Blanche (The West Wing) (34 épisodes)
- 2000 : Gideon's Crossing (saison 1, épisode 2)
- 2001 : Boston Public (saison 1, épisode 12)
- 2002 : Leap of Faith (en)
- 2006 : The Nine : 52 heures en enfer (4 épisodes)
- 2007 : Journeyman (5 épisodes)
- 2008 : Fringe (saison 1, épisode 1)
- 2010 : The Whole Truth (saison 1, épisode 1)
- 2011 : Terra Nova (saison 1, épisode 1 et 2)
- 2011 : Pan Am (saison 1, épisode 3)
- 2012 : The Newsroom (saison 1, épisode 2)
- 2012 : Longmire (saison 1, épisode 5)
- 2012 : 666 Park Avenue (saison 1, épisode 1)
- 2012-2015 : Shameless (saison 2, épisode 9 et saison 5, épisode 5)
- 2013-2014 : Game of Thrones (6 épisodes)
- 2014-2020 : Homeland (7 épisodes)
- 2015 : Bloodline (saison 1, Partie 6)
- 2015 : Proof (3 épisodes)
- 2016 : Mad Dogs (saison 1, épisode 2)
- 2016 : House of Cards (saison 4, épisode 8)
- 2017 : Taken (saison 1, épisode 1)
- 2017 : Six (saison 1, épisode 8)
- 2017 : Damnation (saison 1, épisode 7)
- 2018 : Altered Carbon (saison 1, épisode 4 et 6)
- 2018 : Snowfall (saison 2, épisode 3)
- 2018-2021 : S.W.A.T. (saison 1, épisode 13 et saison 5, épisode 3)
- 2019 : Projet Blue Book (saison 1, épisode 9 et 10)
- 2019 : Treadstone (saison 1, épisode 2 et 3)
- 2019 : Perdus dans l'espace (Lost in Space) (3 épisodes)
- 2020 : The Boys (saison 2, épisode 8)
- 2021 : Foundation (3 épisodes)

#### Téléfilms
- 2010 : Day One
- 2010 : Poe

### Scénariste

#### Cinéma
- 1993 : The Crude Oasis
- 1997 : Casualties

#### Séries télévisées
- 2005 : À la Maison-Blanche (The West Wing) (saison 7, épisode 4)
- 2015 : Proof (saison 1, épisode 3)